# Rostroraja alba
Cá đuối Skate mũi chai, cá đuối Skate mũi giáo hay cá đuối Skate trắng (Rostroraja alba) là một loài cá đuối Skate trong họ Rajidae. Nó là một loài cá sống ở đáy biển phía đông Đại Tây Dương. Do bị đánh bắt quá mức, nó đã bị cạn kiệt hoặc tuyệt chủng ở nhiều nơi trong phạm vi sinh sống trước đây của nó ở đông bắc Đại Tây Dương và Biển Địa Trung Hải, và hiện đang là loài nguy cấp.